# Astragalus aurantiacus
Astragalus aurantiacus es una especie de planta del género Astragalus, de la familia de las leguminosas, orden Fabales.
Fue descrita científicamente por Hand.-Mazz.